# Список птахів Науру
Це перелік видів птахів, зафіксованих на території Науру. Авіфауна Науру налічує загалом 28 видів, з яких 1 є ендемічним, 1 був інтродукований людьми. 4 види вважаються рідкісними або зникаючими.

## Позначки
Наступні теги використані для виділення деяких категорій птахів.
- (А) Випадковий — вид, який рідко або випадково трапляється в Науру;
- (Е) Ендемічний — вид, який є ендеміком Науру;
- (I) Інтродукований — вид, завезений до Науру як наслідок, прямих чи непрямих людських дій.

## Куроподібні(Galliformes)
Родина: Фазанові (Phasianidae)
- Курка банківська, Gallus gallus (I)

## Буревісникоподібні(Procellariiformes)
Родина: Буревісникові (Procellariidae)
- Буревісник реюньйонський, Puffinus bailloni

## Фаетоноподібні(Phaethontiformes)
Родина: Фаетонові (Phaethontidae)
- Фаетон червонохвостий, Phaethon rubricauda
- Фаетон білохвостий, Phaethon lepturus

## Сулоподібні(Suliformes)
Родина: Сулові (Sulidae)
- Сула білочерева, Sula leucogaster

Родина: Фрегатові (Fregatidae)
- Фрегат тихоокеанський, Fregata minor

## Пеліканоподібні(Pelecaniformes)
Родина: Чаплеві (Ardeidae)
- Чепура тихоокеанська, Egretta sacra

## Сивкоподібні(Charadriiformes)
Родина: Сивкові (Charadriidae)
- Pluvialis fulva
- Pluvialis squatarola (A)
- Пісочник монгольський, Charadrius mongolus (V)
- Пісочник товстодзьобий, Charadrius leschenaultii

Родина: Баранцеві (Scolopacidae)
- Грицик малий, Limosa lapponica
- Кульон середній, Numenius phaeopus
- Кульон аляскинський, Numenius tahitiensis
- Коловодник попелястий, Tringa brevipes
- Коловодник аляскинський, Tringa incana
- Крем'яшник звичайний, Arenaria interpres
- Побережник гострохвостий, Calidris acuminata

Родина: Мартинові (Laridae)
- Крячок індонезійський, Sterna sumatrana
- Onychoprion fuscatus
- Крячок атоловий, Anous minutus
- Крячок бурий, Anous stolidus
- Крячок білий, Gygis alba

## Голубоподібні(Columbiformes)
Родина: Голубові (Columbidae)
- Пінон мікронезійський, Ducula oceanica

## Зозулеподібні(Cuculiformes)
Родина: Зозулеві (Cuculidae)
- Коель новозеландський, Urodynamis taitensis

## Сиворакшоподібні(Coraciiformes)
Родина: Рибалочкові (Alcedinidae)
- Альціон садовий, Todiramphus sacer
- Альціон священний, Todiramphus sanctus

## Горобцеподібні(Passeriformes)
Родина: Очеретянкові (Acrocephalidae)
- Очеретянка науруйська, Acrocephalus rehsei (E)